# Jung R 30 B
Als Jung R 30 B werden zweiachsige Lokomotiven der Lokomotivfabrik Jung bezeichnet, die in 17 Exemplaren von 1956 an hergestellt und im Rangier- und leichten Güterzugdienst eingesetzt wurden. Einige Maschinen sind erhalten geblieben.

## Geschichte
Die R 30 B gehört zur dritten Nachkriegsgeneration von Jung-Lokomotiven, die aus insgesamt sieben Typen bestand; Die Bezeichnung Jung R 30 B leitete sich ab aus R = Rangierlokomotive, 30 = ungefähr 1/10 der Motorleistung in PS und B = Achsfolge.
Vorreiter bei der R 30 B war die Westerwaldbahn, die 1956 zunächst zwei Lokomotiven für ihren Güterzugdienst beschaffte. Es wurden leistungsmäßig schwächeren Lokomotiven mit Vielfachsteuerung gekauft, die bei Bedarf in Doppeltraktion schwerere Züge auf den steigungsreichen Strecken der Gesellschaft fahren konnten.
Bis 1962 wurden 17 Lokomotiven ausgeliefert:
- 4 Lokomotiven an die Westerwaldbahn,
- 10 Lokomotiven an Privatfirmen in Düsseldorf und Duisburg,
- 3 Lokomotiven nach Italien.

## Technik
Die Lokomotiven besitzen einen einfachen Vorbau für die Maschinenanlage und einen dahintergelegenen Führerstand. Der Maschinenraum war zur Verbesserung der Streckensicht im vorderen Teil abgewinkelt. Der Vorbau hatte Türen zur Wartung der Maschinenanlage. Im Führerhaus befindet sich der Führertisch in der Mitte der Vorderwand. Bedienelemente für Fahren und Bremsen sind auf beiden Führerhausseiten vorhanden. Die Lok besitzt einen Blechrahmen aus Blechwangen mit einer Stärke von 15 mm sowie einer Pufferbohle. Der gesamte Rahmen ist in Schweißbauweise hergestellt. Das Laufwerk besteht aus zwei mit Blattfedern abgefederten Achsen mit Gleitlagern. Die Federn stützen sich oberhalb der Achslager ab. Ursprünglich betrug der Achsstand 2.500 mm, später wurden die Lokomotiven mit 3.000 mm Achsstand ausgeliefert.
Die Maschinenanlage bestand aus einem Vierzylinder-Zweitakt-Dieselmotor und einer hydraulischen Kraftübertragung. Das Getriebe stammte von Voith und besaß ein Anfahr- und einen Marschwandler. Das Nachschalt- und das pneumatisch geschaltete Wendegetriebe der Firma Jung war am Strömungsgetriebe angeschraubt. Das Stufengetriebe wurde mechanisch über einen Hebel an der Führerhausrückwand betätigt. Beide Getriebe konnten nur im Stillstand geschaltet werden. Die Blindwelle ist zwischen den Achsen angeordnet, über Treibstangen werden die Achsen angetrieben. Der Motor wurde ursprünglich mit Druckluft gestartet, ab 1963 wurde ein elektrischer Anlasser verwendet.
Einige Lokomotiven wurden mit einer Vielfachsteuerung ausgerüstet, mit der zwei Lokomotiven von einem Lokführer bedient werden können. Bei Betrieb in Dreifach- bzw. Vierfachtraktion, der bei der Westerwaldbahn vorkam, mussten immer zwei Lokomotiven mit einem Lokführer besetzt werden. Die Lokomotiven waren mit einer indirekten Bremse Bauart Knorr ausgerüstet und besaßen eine Druckluftpfeife sowie ein Druckluftläutewerk und eine Sicherheitsfahrschaltung.

## Einsatz

### WEBA V 26.1–4
Die Westerwaldbahn bezeichnet ihre Lokomotiven als WEBA V 26.1–4 und nutzte sie vorrangig, um schwere Lasten in Talrichtung zu befördern. Dabei wurden von den Lokomotiven beachtlich lange Züge gezogen. Bergwärts waren geringere Lasten zu befördern, bei Bedarf konnte mit den Lokomotiven eine Vierfachtraktion mit dem Leistungsvermögen einer V 100 angeboten werden.
Die V 26.3 wickelte bis 2017 den restlichen Güterverkehr auf der Westerwaldbahn ab und wurde im selben Jahr wegen anstehender Reparaturarbeiten abgestellt.

### Erhaltene Lokomotiven
Einige Lokomotiven sind heute (2019) noch vorhanden. Sie haben im deutschen Fahrzeugeinstellungsregister die NVR-Nummer „98 80 3944“ erhalten.
Eine 1964 an die Berzelius Metallhütten in Duisburg gelieferten Lokomotive ist seit 2006 als Museumslokomotive beim Förderverein des Bahnbetriebswerk Bismarck in Gelsenkirchen-Bismarck.